# Ambient house
Surgido no Reino Unido no final dos anos 1980, o Ambient House é uma derivação da House Music que combina elementos de acid house e de música ambiente. Faixas de ambient house são tipicamente caracterizadas por padrões de batida 4x4, do uso de sintetizadores (synth pads), sampling (amostragens sonoras, loops) e módulos de efeitos (echo, reverb, flanger, phaser), cujo resultado final é geralmente uma sonoridade dita atmosférica ("estilo atmosférico").

## Origens da Ambient House

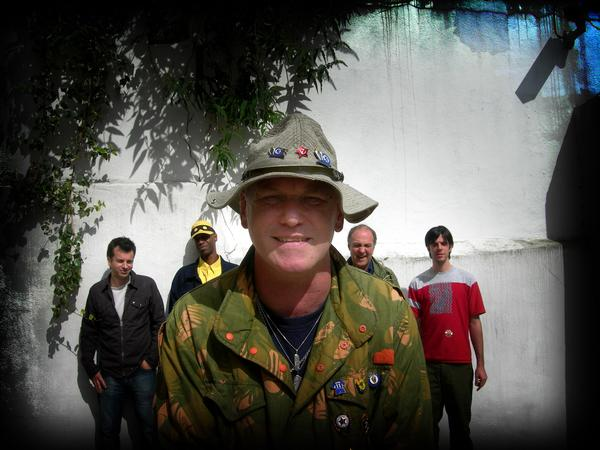
Alex Paterson e o The Orb

Em 1989, enquanto o DJ Paul Oakenfold turbinava noites dedicadas à incipiente acid house no clube Heaven, Alex Paterson, em contrapartida, fomentava as chamadas áreas de descanso (chill-out rooms) no White Room. Nelas, Paterson (que viria a ser o principal nome por trás do The Orb, um dos principais grupos expoentes da ambient house) tocava sons mais calmos, que iam de Brian Eno a Pink Floyd e 10CC, sempre em volume sereno e sempre acompanhados por projeções de vídeo em diversas telas espalhadas pelo local. Na mesma época, no East End londrino, festas análogas sob o nome de Spacetime eram realizadas na via Cable Street. Organizadas por Jonah Sharp e contando com a presença de Mixmaster Morris (que se tornaria um famoso DJ/produtor de ambient music), a Spacetime foi concebida com o intuito de promover não a dança, mas a interação entre os presentes através de conversação, de tranqüilos bate-papos.

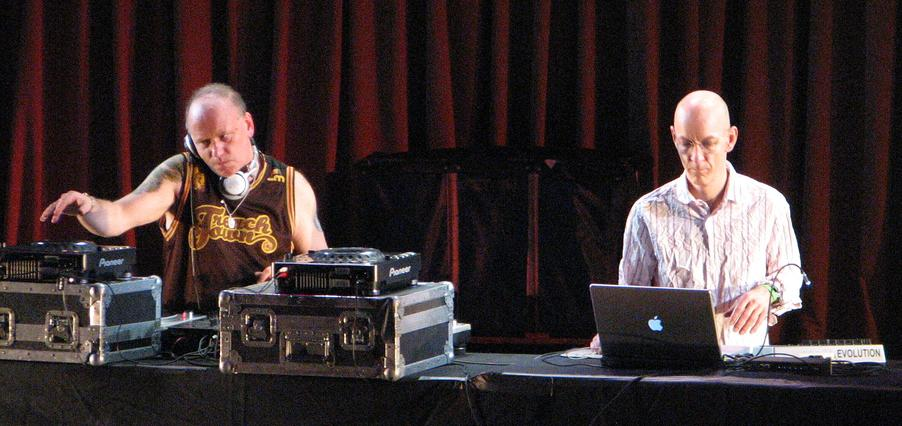
The Orb

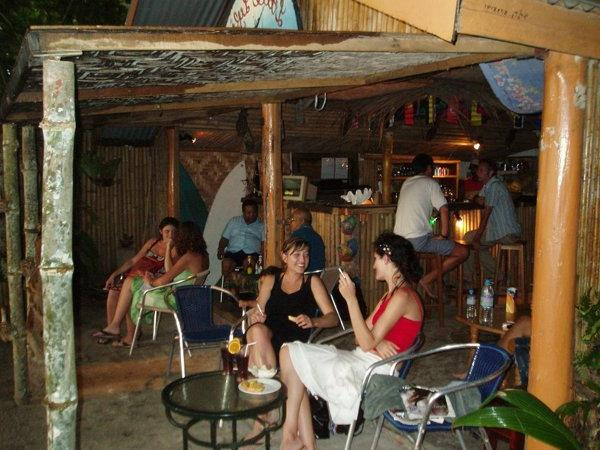

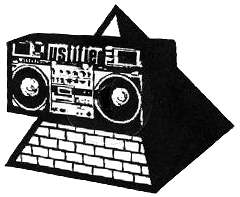

Como movimento, o ambient house se expandiu no final dos anos 1980 em grande parte devido à demanda dos jovens ingleses que, após horas de êxtase e delírio ouvindo - e dançando efusivamente – sons mais rápidos e eufóricos de acid house, breakbeat hardcore, e rave techno, partiam atrás de algo mais calmo, pra baixar a bola, no que o esquema do ambient house se enquadrava à perfeição. Entre seus principais fundadores se destacam os membros primordiais do The Orb, Alex Paterson e Jimmy Cauty. Eles partiram de várias influências, particularmente Yellow Magic Orchestra (ativo desde 1970), Steve Reich, Brian Eno, reggae e o rock psicodélico da década de 1970, como Pink Floyd. Inspirados também pela house music tocada por certos DJs da época, como Larry “Mr. Fingers" Heard, Paterson e Cauty começaram a discotecar e a compor um tipo de música experimental. Como The Orb, estabeleceram seu estilo como gênero atuando como DJs em eventos intitulados “A Terra de Oz” (The Land of Oz), noites organizadas no clube Heaven. No documentário Pump Up The Volume - The Creation of House Music, Youth, integrante do The Orb nas apresentações ao vivo, define o som:
"Os Djs de Clubs descobriram rápido no final dos anos 80 com a Acid House que não se podia tocar os vocais inteiros, porque as pessoas simplesmente "careteiam" e pensam que estão ouvindo uma rádio qualquer. Tinha que tocar as músicas instrumentais mas, de vez em quando, pôr um pequeno trecho de vocais cantados ou falados, apenas pra ter um ajudinha dos céus e alguém dizer:'Ok, isso é interessante'. Tocávamos sons de floresta sobre musica ambiente com uns sons de Marshall Jefferson e alguns houses também. Juntamos tudo e o resultado ficou bom. Era criado uma noite com um contínuo som ambiente."

No final de 1989, logo após gravar uma sessão com John Peel, o The Orb lança A Huge Ever Growing Pulsating Brain That Rules from the Centre of the Ultraworld, uma faixa tão longa quanto o próprio nome - quase vinte minutos - permeada de sons “brilhantes e translúcidos", ruídos metálicos de teclado e um sample de Lovin You, de Minnie Riperton. Em paralelo às sessões com Paterson no estúdio Trancentral, Cauty se une a Bill Drummond sob a alcunha The KLF e lança o álbum Chill Out (com nenhum crédito a Paterson), considerado um dos primeiros álbuns de ambient house e descrito pelo The Grove Dictionary of Music (Dicionário Grove de Música) como uma versão da cultura pop dos anos 1980 para a música concreta (a 1980s pop culture version of musique concrète).

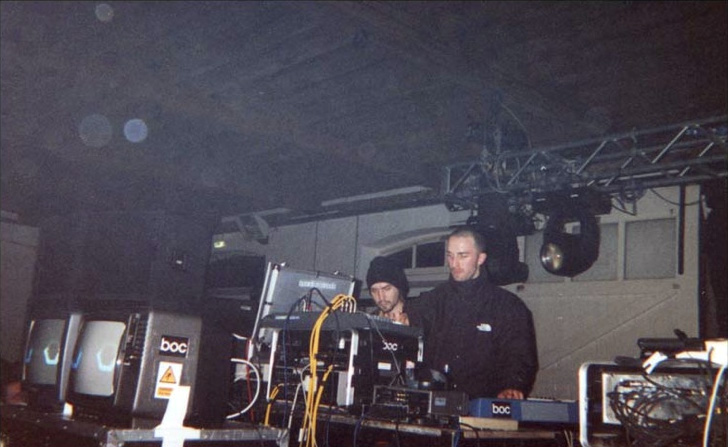
Boards of Canada

Após sua saída definitiva do The Orb, Cauty conclui seu álbum solo, Space, enquanto Paterson permanece e, como The Orb, lança o single Little Fluffy Clouds - ambos trabalhos aclamados e considerados peças-chave do ambient house. Em 1991, o The Orb lança o álbum The Orb’s Adventures Beyond the Ultraworld, contendo vários de seus singles anteriores. Combinando sintetizadores Moog com corais religiosos e samples de áudio da missão espacial Apollo 11, o The Orb popularizou a sonoridade "espacial" tão característica do ambient house. 
O KLF encerra suas atividades em 1992, enquanto naquele mesmo ano o The Orb lança o single Blue Room, que viria a se tornar seu maior sucesso, alcançando o oitavo lugar na Parada de Singles do Reino Unido (UK Singles Chart). Aliás, com seus redondos quarenta minutos, Blue Room foi a faixa de mais longa duração a fazê-lo. Uma versão editada e mais curta dela voltaria a aparecer no álbum UFOrb, lançado ao final do mesmo ano. Dessa vez, UFOrb trouxe influências de dub ao ambient house. Nos anos seguintes ao lançamento de seu álbum ao vivo, Live 93, o The Orb se distancia um pouco da estética ambient house, passando a investir numa sonoridade mais "metálica".
A chama do ambient house foi mantida acesa em grande parte por artistas como Juno Reactor, Pete Namlook, Aphex Twin e Tetsu Inoue, sem contar que variações mais aceleradas e dançantes do gênero – e algumas delas na verdade já nem tão experimentais - eram produzidas em alguns lugares da Europa. Já na segunda metade dos anos 1990, o termo ambient house em si cai em desuso, ainda que muito de seu conceito sonoro tenha permanecido em vários desdobramentos subsequentes, como lounge music e chillout music, ambient music, além de sutis ecos na progressive house, jungle, techno e trance.

## Bandas e artistas relevantes
- 808 State
- Aphex Twin
- Biosphere
- Boards of Canada
- Global Communication
- Jimmy Cauty
- Juno Reactor
- Pete Namlook
- Tetsu Inoue
- The KLF
- The Orb
- System 7
- Yellow Magic Orchestra
- William Orbit

## Álbuns chave
- The Orb - A Huge Ever Growing Pulsating Brain That Rules from the Centre of the Ultraworld (1989/1990)
- Jimmy Cauty - Space (1990)
- The KLF - Chill Out (1990)
- Biosphere - Microgravity (1991)
- The Orb - Adventures Beyond the Ultraworld (1991)
- Aphex Twin - Selected Ambient Works 85-92 (1992)
- The Orb - U.F.Orb (1992)
- The Irresistible Force - Flying High (1992)
- Pete Namlook - Air (1993)
- Tetsu Inoue - Ambiant Otaku (1994)
- Boards of Canada - Music Has the Right to Children (1998)